# Rikke Møller Pedersen
Rikke Møller Pedersen (Odense, 9 gennaio 1989) è un'ex nuotatrice danese.
Specializzata nello stile a rana, esordisce in campo internazionale nel 2009 all'età di 20 anni ai campionati europei in vasca corta di Istanbul: in quest'occasione vince i 200m rana con tanto di record europeo in 2'16"66, davanti alla serba Nađa Higl e alla svedese Joline Hoestman.
L'anno dopo prende parte ai mondiali in vasca corta di Dubai: con il tempo di 2'18"82 ottiene la medaglia di bronzo arrivando dietro alla statunitense Rebecca Soni (2'16"39) e alla cinese Sun Ye (2'18"09).
Ai Giochi Olimpici di Londra 2012 giunge in finale con il secondo miglior tempo, ma non riesce a salire sul podio, posizionandosi quarta dietro a Rebecca Soni (2'19"59), Satomi Suzuki (2'20"72) e Julija Efimova (2'20"92). Con 2'21"65 riesce però a battere il record nazionale.
Ai campionati mondiali di nuoto 2013 ottiene il record del mondo in semifinale con 2'19"11; in finale vince l'argento con 2'20"08, dietro alla russa Julija Efimova.

## Palmarès
- Giochi olimpici

Rio de Janeiro 2016: bronzo nella 4x100m misti.
- Mondiali

Barcellona 2013: argento nei 200m rana.
Kazan 2015: bronzo nei 200m rana.
- Mondiali in vasca corta:

Dubai 2010: bronzo nei 200m rana.
Istanbul 2012: oro nei 200m rana e nella 4x100m misti e bronzo nei 100m rana.
Doha 2014: oro nella 4x50m misti e nella 4x100m misti e bronzo nei 200m rana.
- Europei

Budapest 2010: argento nei 100m rana e bronzo nei 200m rana.
Berlino 2014: oro nei 100m rana, nei 200m rana e nella 4x100m misti.
Londra 2016: oro nei 200m rana.
Glasgow 2018: argento nella 4x100m misti.
- Europei in vasca corta

Istanbul 2009: oro nei 200m rana.
Stettino 2011: oro nei 200m rana e nella 4x50m misti e argento nei 100m rana.
Chartres 2012: oro nei 100m rana, nei 200m rana e nella 4x50m misti e argento nei 50m rana.
Herning 2013: oro nei 200m rana e nella 4x50m misti e argento nei 100m rana.
Copenhagen 2017: argento nei 200m rana e nella 4x50m misti.